# Bristowiella
Bristowiella es un género de arañas araneomorfas de la familia Lycosidae. Se encuentra en Comoras y Seychelles.

## Lista de especies
Según The World Spider Catalog 12.0:
- Bristowiella kartalensis Alderweireldt, 1988
- Bristowiella seychellensis (Bristowe, 1973)